# Mari Lampinen
Mari Johanna Lampinen (ur. 11 września 1971 w Lahti) – fińska biathlonistka, brązowa medalistka mistrzostw świata.

## Kariera
W Pucharze Świata zadebiutowała 19 grudnia 1991 roku w Hochfilzen, zajmując 35. miejsce w biegu indywidualnym. Pierwsze punkty (do sezonu 2000/2001 punktowało 25. najlepszych zawodników) zdobyła dwa dni później w tej samej miejscowości, kiedy zajęła 23. miejsce w sprincie. Pierwszy raz na podium zawodów pucharowych stanęła 21 stycznia 1995 roku w Oberhofie, kończąc rywalizację w sprincie na trzeciej pozycji. W zawodach tych wyprzedziły ją tylko Francuzka Anne Briand i Nadieżda Tałanowa z Rosji. W kolejnych startach jeszcze jeden raz stanęła na podium: 9 grudnia 1995 roku w Östersund, ponownie zajęła trzecią pozycję w sprincie. Najlepsze wyniki osiągnęła w sezonie 1994/1995, kiedy zajęła dziewiąte miejsce w klasyfikacji generalnej.
Podczas mistrzostw świata w Pokljuce/Hochfilzen w 1998 roku wspólnie z Tiiną Mikkolą, Katją Holanti i Sanną-Leeną Perunką zdobyła brązowy medal w biegu drużynowym. Był to jedyny medal dla Finlandii w tej konkurencji. Zajęła też między innymi szóste miejsce w tej samej konkurencji podczas mistrzostw świata w Osrblie w 1997 roku.
W 1992 roku wystartowała na igrzyskach olimpijskich w Albertville, zajmując 31. miejsce w biegu indywidualnym, 34. w sprincie i 5. w sztafecie. Na rozgrywanych dwa lata później igrzyskach w Lillehammer plasowała się na 48. pozycji w biegu indywidualnym, 16. w sprincie i 10. w sztafecie. Brała także udział w igrzyskach olimpijskich w Nagano w 1998 roku, gdzie zajęła 32. miejsce w biegu indywidualnym i 8. w sprincie.

## Osiągnięcia

### Igrzyska olimpijskie
| Rok  | Miejscowość | Konkurencje | Konkurencje | Konkurencje | Konkurencje | Konkurencje | Konkurencje | Konkurencje |
| Rok  | Miejscowość | IN          | SP          | PU          | MS          | RL          | MR          | SR          |
| ---- | ----------- | ----------- | ----------- | ----------- | ----------- | ----------- | ----------- | ----------- |
| 1992 | Albertville | 31.         | 34.         | nd.         | nd.         | 5.          | nd.         | –           |
| 1994 | Lillehammer | 48.         | 16.         | nd.         | nd.         | 10.         | nd.         | –           |
| 1998 | Nagano      | 32.         | 8.          | nd.         | nd.         | –           | nd.         | –           |

### Mistrzostwa świata
| Rok  | Miejscowość         | Konkurencje | Konkurencje | Konkurencje | Konkurencje | Konkurencje | Konkurencje | Konkurencje |
| Rok  | Miejscowość         | IN          | SP          | PU          | MS          | RL          | MR          | SR          |
| ---- | ------------------- | ----------- | ----------- | ----------- | ----------- | ----------- | ----------- | ----------- |
| 1993 | Borowec             | 23.         | 35.         | nd.         | nd.         | 10.         | nd.         | –           |
| 1995 | Anterselva          | 17.         | 15.         | nd.         | nd.         | 9.          | nd.         | –           |
| 1996 | Ruhpolding          | 21.         | 45.         | nd.         | nd.         | 8.          | nd.         | –           |
| 1997 | Osrblie             | 45.         | 34.         | 40.         | nd.         | 10.         | nd.         | –           |
| 1998 | Pokljuka/Hochfilzen | nd.         | nd.         | 18.         | nd.         | nd.         | nd.         | –           |
| 1999 | Kontiolahti/Oslo    | –           | 36.         | 38.         | –           | –           | nd.         | –           |

### Puchar Świata

#### Miejsca w klasyfikacji generalnej
| Sezon     | Miejsce |
| --------- | ------- |
| 1991/1992 | 40.     |
| 1992/1993 | 15.     |
| 1993/1994 | 63.     |
| 1994/1995 | 9.      |
| 1995/1996 | 24.     |
| 1996/1997 | 71.     |
| 1997/1998 | 28.     |
| 1998/1999 | -       |

#### Miejsca na podium chronologicznie
| Lp. | Dzień       | Rok  | Miejscowość | Konkurencja      | Lokata | Pudła | Czas biegu | Strata  | Zwycięzca            |
| --- | ----------- | ---- | ----------- | ---------------- | ------ | ----- | ---------- | ------- | -------------------- |
| 1.  | 21 stycznia | 1995 | Oberhof     | Sprint na 7,5 km | 3.     | 1+1   | 23:39,6    | +1:13,9 | Anne Briand          |
| 2.  | 9 grudnia   | 1995 | Östersund   | Sprint na 7,5 km | 3.     | 1+0   | 23:46,4    | +49,7   | Swietłana Paramygina |